# تیغ‌پشت حشره‌خوار تایوا
تیغ‌پشت حشره‌خوار تایوا(نام علمی: Microgale taiva) نام یک گونه از سرده ریزراسویی‌ها است.